# Cataglyphis karakalensis
Cataglyphis karakalensis é uma espécie de inseto do gênero Cataglyphis, pertencente à família Formicidae.